# Гольдбек
Гольдбек (нім. Goldbeck) — громада в Німеччині, розташована в землі Саксонія-Ангальт. Входить до складу району Штендаль. Центр об'єднання громад Арнебург-Гольдбек.
Площа — 26,85 км2. Населення становить 1409 ос. (станом на 31 грудня 2021).

## Галерея

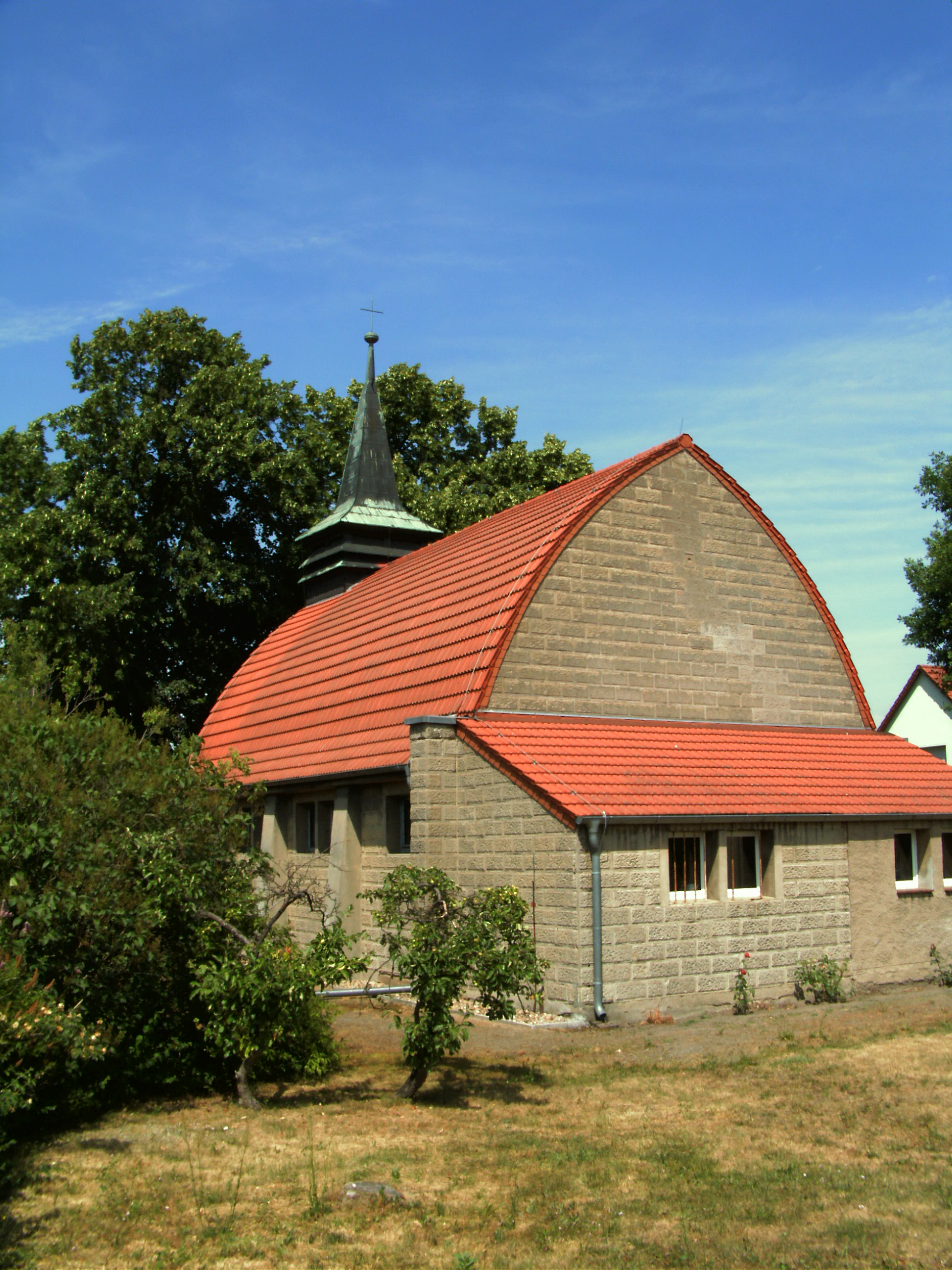